# ویلیام اچ. دانیلز
ویلیام اچ. دانیلز (به انگلیسی: William H. Daniels) فیلمبردار آمریکایی سینمای هالیوود بود. وی برنده جایزه اسکار بهترین فیلمبرداری سال ۱۹۴۸ شد.

## فیلمشناسی
- طمع (۱۹۲۴)
- جسم و شیطان (۱۹۲۷)
- آنا کریستی (۱۹۳۰)
- عشق (۱۹۳۰)
- گرند هتل (۱۹۳۲)
- ملکه کریستینا (۱۹۳۴)
- آنا کارنینا (۱۹۳۵)
- کمیل (۱۹۳۶)
- یه مرد لاغر دیگه (۱۹۳۹)
- نینوتچکا (۱۹۳۹)
- هاروی (۱۹۵۰)
- پیروزی درخشان (۱۹۵۰)
- گربه روی شیروانی داغ (۱۹۵۸)
- ۱۱ یار اوشن (۱۹۶۰)
- مارلو (۱۹۶۹)